# پادشاهی (فیلم ۲۰۱۹)
پادشاهی (ژاپنی: キングダム, هپبورن: Kingudamu) فیلمی ژاپنی محصول سال ۲۰۱۹ به کارگردانی شینسوکه ساتو و تهیه‌کنندگی سونی پیکچرز ژاپن است. این فیلم اثری اقتباسی از مجموعه مانگایی با همین نام می‌باشد که توسط تسوتُمو کورُیی‌وا خلق شده و توسط شوئیشا منتشر شده‌است. نویسندگی این فیلم برعهدهٔ تسوتُمو کورُیی‌وا، شینسوکه ساتو و هاسوهیسا هارا بوده‌است. کنتو یامازاکی که قبلاً در فیلم کوتاه ۳ دقیقه‌ای با همین نام سال ۲۰۱۶ حضور پیدا کرده بود، دوباره نقش خود را در این فیلم به عنوان قهرمان اصلی تکرار کرد. بازیگران دیگر این فیلم، ریو یوشیزاوا، کانا هاشیموتو، ماسامی ناگاساوا، کاناتا هونگو و اوساوا تاکائو هستند. این فیلم داستان زندگی لی شین، یک ژنرال دولت چین را بازگو می‌کند.
این فیلم در سراسر کشور ۱۹ آوریل ۲۰۱۹ منتشر شد. پادشاهی در آمریکای شمالی در سال ۲۰۱۹ توسط فانیمیشن منتشر شد.

## بازیگران
- کنتو یامازاکی در نقش شین
- ریو یوشیزاوا در نقش پیائو و چین شی هوانگ
- کانا هاشیموتو در نقش هه لیائو دیائو
- ماسامی ناگاساوا در نقش یانگ دوان هه
- کاناتا هونگو در نقش چنگ جیائو
- شین‌نوسکه میتسوشیما در نقش بی
- ماساهیرو تاکاشیما در نقش لرد چانگ ون
- اوساوا تاکائو در نقش وانگ چی
- جون کانامه در نقش تنگ
- شین‌نوسوکه آبه در نقش با جیو
- واتارو ایچینوسه در نقش تا جیفو
- ماسایا کاتو در نقش جی شی
- رنجی ایشیباشی در نقش سی شی
- تاک ساکاگوچی در نقش ژو چی
- تاکاشی اوکاجی در نقش وی شینگ
- آمی ۲۰۱ در نقش لانگ کایی
- یوهی اُئوچیدا در نقش دون
- جون هاشیموتو در نقش موتا
- نائوماسا موسوکا در نقش رئیس دهکده
- موتوکی فوکامی در نقش اسکارلت شرور

## دنباله
در ۲۸ مه ۲۰۲۰، گزارش شد که دنباله‌ای برای این فیلم در دست تولید است. شینسوکه ساتو کارگردان این فیلم و بازیگران کنتو یامازاکی، ریو یوشیزاوا و کانا هاشیموتو دوباره بازیگران اصلی این فیلم هستند.